# Kaminoyama

Kaminoyama (上山市 Kaminoyama-shi?) este un municipiu din Japonia, prefectura Yamagata.